# División de Honor de la Liga Nacional de Béisbol 2008
La División de Honor de la Liga Nacional de Béisbol 2008 fue la edición número 65 de la División de Honor de la Liga Nacional de Béisbol.
Estuvo compuesta por nueve equipos. El equipo ascendido como campeón de la Primera División A en 2007 fue el Astros Club de Béisbol. Se proclamó campeón el Marlins Puerto de la Cruz, que consiguió su cuarto título consecutivo.
Debido a la ampliación de la división a diez equipos en la temporada 2009, en esta temporada el último clasificado no descendió automáticamente, sino que disputó un play-off de promoción contra el segundo clasificado de la Primera División A, el Sevilla Club de Béisbol y Sófbol, al mejor de cinco encuentros. Ganaron los Astros por 3-1, mientras que el primer clasificado de la Primera División A, Halcones de Vigo, ascendió directamente.

## Clasificación final
| Puesto | Equipo                             | PJ | PG | PP | CF  | CC  | H   | E  | AVE |           |
| ------ | ---------------------------------- | -- | -- | -- | --- | --- | --- | -- | --- | --------- |
| 1      | Marlins Puerto de la Cruz          | 32 | 27 | 5  | 196 | 70  | 316 | 38 | 844 | Campeón   |
| 2      | Fútbol Club Barcelona              | 32 | 25 | 7  | 175 | 76  | 278 | 46 | 781 |           |
| 3      | Club de béisbol y softbol Sant Boi | 32 | 24 | 8  | 183 | 88  | 300 | 37 | 750 |           |
| 4      | El Llano Béisbol Club              | 32 | 20 | 12 | 169 | 107 | 281 | 59 | 625 |           |
| 5      | San Inazio Béisbol S.D.            | 32 | 16 | 16 | 128 | 158 | 268 | 56 | 500 |           |
| 6      | Béisbol Navarra                    | 32 | 15 | 17 | 175 | 128 | 287 | 62 | 469 |           |
| 7      | Club Béisbol Viladecans            | 32 | 11 | 21 | 105 | 131 | 223 | 67 | 344 |           |
| 8      | Pamplona Club Deportivo            | 32 | 6  | 26 | 108 | 197 | 205 | 82 | 188 |           |
| 9      | Astros Club de Béisbol             | 32 | 0  | 32 | 49  | 333 | 155 | 91 | 0   | Promoción |